# Erico VI de Dinamarca
Erico VI Menved (Copenhague, 1274-Roskilde, 13 de noviembre de 1319). Rey de Dinamarca (1286-1320). Hijo de Erico V Glipping.
A los 12 años sucedió a su padre, que fue asesinado el 22 de noviembre por asaltantes desconocidos. Debido a su edad, el gobierno quedó en manos de su madre  hasta 1294. Contrajo matrimonio con Ingeborg Magnusdotter.

## Regencia
El período de regencia llevado a cabo por su madre y sus parientes alemanes estuvo caracterizado por las guerras y los disturbios que siguieron al asesinato de su padre.
La primera actuación del nuevo gobierno fue resolver el caso del asesinato del rey en la corte convocada en Nyborg en 1287. Los principales acusados fueron el mariscal Stig Andersen Hvide y Jacob Nielsen, conde de Halland, junto con otros siete nobles. Después del juicio de un día, el jurado los encontró culpables a todos, a pesar de la ausencia de pruebas. Fueron condenados al exilio, excomulgados por el Papa,

y sus propiedades fueron confiscadas.

## Reinado
Mantuvo guerras que arruinaron su reino contra la Iglesia, Noruega, Suecia y la ciudad hanseática de Lübeck. Cuando murió en 1319, habiendo sobrevivido a sus catorce hijos, Dinamarca estaba en bancarrota.
Fue depuesto por su hermano Cristóbal.

## Matrimonio y descendencia
Se casó en junio de 1296 con Ingeborg Magnusdotter de Suecia, hija del rey Magnus III, y hermana de Birger de Suecia. La pareja tuvo ocho hijos que murieron pequeños y seis abortos espontáneos.
También pudo haber tenido un hijo ilegítimo, Erik Sjællandsfar (ca. 1300–1364), enterrado en la catedral de Roskilde con una corona. Sin embargo, otras pruebas indican que era hijo de Valdemar IV de Dinamarca.